# Władimir Zamanski
Władimir Pietrowicz Zamanski (ros. Владимир Петрович Заманский; ur. 6 lutego 1926 w Krzemieńczuku) – radziecki aktor filmowy.
Podczas II wojny światowej zgłosił się na ochotnika do Armii Czerwonej, w 1944 roku jako członek załogi czołgu brał udział w walkach na Białorusi, podczas których został ciężko ranny. Po wojnie stacjonował w Polsce. Za zaatakowanie dowódcy swojego plutonu został skazany na 9 lat kolonii karnej, lecz zwolniono go po 4 latach.

## Filmografia
- 1960: Mały marzyciel jako Siergiej (kierujący walcem)
- 1961: Trudne godziny
- 1961: Kołysanka
- 1962: Dom na rozstajach
- 1969: Wyzwolenie
- 1971: Próba wierności jako Aleksandr Łazariew
- 1971: Ucieczka
- 1975: Rozerwany pierścień
- 1979: Stalker
- 1980: Ludzie na oceanie jako lekarz
- 1986: Rozpiętość skrzydeł
- 1987: Jutro była wojna
- 1988: Dni zaćmienia jako Snegowoj (inżynier wojskowy)
- 1990: Sto dni do rozkazu

## Nagrody i odznaczenia
- Order Honoru (2009)[2]
- Order Wojny Ojczyźnianej II klasy
- Medal „Za Odwagę”
- Ludowy Artysta RFSRR
- Zasłużony Artysta RFSRR
- Nagroda Państwowa ZSRR